# Gjon Shllaku (ferences szerzetes)
Boldog Gjon Shllaku, születési nevén Kolë Shllaku (Shkodra, 1907. július 27. – Shkodra, 1946. március 4.) albán ferences szerzetes, pedagógus, filozófus. A kommunista hatalomátvételt követő vallásüldözés során koholt vádakkal az elsők között végezték ki. Albánia vértanúinak egyikeként Ferenc pápa 2016. november 5-én avatta boldoggá.

## Életútja
Loro Shllaku és Marë Ashta gyermekeként született Shkodrában. Szülővárosában végezte el a ferences kollégiumot. 1922. október 4-én belépett a troshani ferences kolostor novíciusai közé, majd rendje Hollandiába küldte teológiai továbbképzésre. 1931. március 15-én szentelték pappá, de Vinçenc Prennushi ösztönzésére folytatta felsőfokú tanulmányait a Leuveni Katolikus Egyetemen, elsősorban történelmi és filozófiai tanulmányokat végzett. 1936–1937-ben a párizsi Sorbonne Egyetem diákja volt, ahol Giovanni Gentile aktualista filozófiájáról írt értekezésével szerezte meg bölcsészdoktori oklevelét.
Ezt követően hazatért Albániába, és shkodrai alma materében filozófiát, francia nyelvet oktatott. Hazája 1939. áprilisi olasz annexióját követően Jugoszláviába távozott. 1940. június 13-án ugyan hazatért, de a shkodrai ferences templomban tartott prédikációiban következetesen antifasiszta álláspontot képviselt. A második világháború lezárultával, 1945. január 14-én a Shkodrában megnyílt Művészet Háza munkatársa lett, emellett beválasztották a Nemzeti Felszabadítási Front Shkodra megyei elnökségébe.
Az állampárti vallásüldözés kirobbanását követően, 1946 januárjában letartóztatták és terroristacsoport vezetésének vádjával halálra ítélték, majd 1946. március 4-én agyonlőtték. A népköztársaság börtöneiben és kivégzőosztagai előtt életét vesztett harmincnyolc római katolikus papot, köztük Gjon Shllakut, Ferenc pápa 2016. november 5-én Shkodrában Albánia vértanúinak nyilvánította, és valamennyiüket boldoggá avatta. Emléknapja november 5.

## Fordítás
- Ez a szócikk részben vagy egészben  a   Gjon Shllaku (frat) című albán Wikipédia-szócikk ezen változatának fordításán alapul.  Az eredeti cikk szerkesztőit annak laptörténete sorolja fel. Ez a jelzés csupán a megfogalmazás eredetét és a szerzői jogokat jelzi, nem szolgál a cikkben szereplő információk forrásmegjelöléseként.